# Сад падающих звёзд (телесериал, 2018)
«Сад падающих звёзд» (кит. 流星花園; пиньинь: Liúxīng Huāyuán) — китайский телесериал 2018 года, в главных ролях Шэнь Юэ, Дилан Ван, Даррен Чэнь, Коннор Леонг и Цезарь Ву. Шоу является перезапуском одноимённого тайваньского телесериала 2001 года. Выход в эфир — с 9 июля по 29 августа 2018 года на канале «Hunan TV».

## Сюжет
История сосредотачивается вокруг юной девушки, Дон Шань Цай, которая поступает в престижный университет Мин Де. Вместе с ней учится её одноклассник Чэнь Цинхэ и знакомая из школы. В университете Шань Цай встречает F4 — группу из четырёх самых популярных старшекурсников — Даомин Си, Хуадзе Лэй, Янь Си Мен и Фэн Мэй Цзо. Шань Цай — девочка из простой семьи: отец работает с инвестициями, а мать держит кафе с едой на вынос. Из-за своего чувства справедливости Шань Цай в первые дни учёбы сталкивается с F4, особенно её лидером Даомин Си — испорченным, высокомерным задирой. Она остается непобедимой даже после того, как стала мишенью Даомин Си, и каждый раз, когда она собирается сдаться, другой член F4, спокойный и задумчивый Хуадзе Лей всегда появляется, чтобы успокоить её. В конце концов, четыре мальчика начинают признавать непреклонную личность Шань Цай, которая соответствует своему имени (сорняк, который никогда не может быть сбит). Она также начинает видеть добро в мальчиках, что открывает дорогу для дружбы и возможного романа.

## В ролях

### Основной
- Шэнь Юэ — Дон Шань Цай
- Дилан Ван — Дао Мин Си
- Даррен Чэнь — Хуа Цзы Лэй
- Коннор Леонг — Фэн Мэй Цзо
- Цезарь Ву — Янь Си Мен

### Вторичный
- Ли Цзяци — Цзян Сяою
- Лю Иньхао — Чэнь Цинхэ
- Сан Цянь — Он Юаньци / Сяо Цзы
- Ди Сюй — Дао Мин Джуан
- Ан Цзыи — Ли Синьхуэй
- Донг Синь — Ли Чжэнь
- Ван Линь / Лилиан Ван — Даомин Фэн
- Сунь Ихань — Дэн Танджинг
- Ван Рунзе — Тянь Е
- Блейк Эбби — Томас
- Ван Цзы Чжэнь — Цзян Байхэ
- Лю Е — Чжоу Кайна
- Чжао Хуа Ран — Ян Шунпинг

## Показ
- Филиппины — на канале ABS-CBN[3]
- Индонезия — на канале SCTV[4]
- Малайзия — на канале 8TV